# Play That Funky Music
«Play That Funky Music» es una canción escrita por Robert Parissi y fue grabada por la banda estadounidense de Funk y Soul Wild Cherry.
Luego, en 1989, el rapero estadounidense Vanilla Ice, hizo una versión de dicha canción. Ha estado en los primeros lugares en las listas americanos; e incluso se han hecho versiones posteriormente.